# اللجنة الوطنية لتقنين المحتوى الأخلاقي لتقنية المعلومات
اللجنة الوطنية لتقنين المحتوى الأخلاقي لتقنية المعلومات هي لجنة سعودية مختصة بتنظيم المحتوى الأخلاقي والإعلامي بجميع وسائطه المعلوماتية (التقليدية والإلكترونية)، تولى رئاستها رئيس الهيئة العامة للإعلام المرئي والمسموع وصدر قرار مجلس الوزراء بإلغائها في 28 سبتمبر 2021. ليحل محلها مجلس المحتوى الرقمي.

## الأهداف
- الإسهام في حماية المجتمع من تفشي الإباحية وجميع المحتويات غير المرغوبة للوسائط المتعددة.
- العمل على تكوين وعي اجتماعي وثقافي لدى أفراد المجتمع بالمحتوى الأخلاقي لتقنية المعلومات.
- العمل على تحقيق التناغم والانسجام وتنسيق الجهود بين الجهات الحكومية والأهلية ذات العلاقة بتقنين المحتوى الأخلاقي لتقنية المعلومات.
- تعزيز المشاركة التطوعية لأفراد المجتمع المدني ومؤسساته في مجال تقنين المحتوى الأخلاقي لتقنية المعلومات.
- دعم الجهود الرامية إلى إجراء الدراسات والبحوث ذات العلاقة.
- الاستفادة من التجارب الإقليمية والدولية في هذا المجال.

## الاختصاصات
- اقتراح الأنظمة والتشريعات في شكل تكاملي للتعامل مع التقنيات الجديدة ووسائطها المتعددة والمتداخلة بين الإعلام والاتصالات بما ينعكس في شكل إيجابي على تنظيم المحتوى.
- مواكبة المستجدات التقنية ومدى التداخل التقني والتأثير المتبادل بينها في كل ما يتعلق بقطاعي الإعلام والاتصالات بما ينعكس إيجاباً على تنظيم المحتوى.
- تثقيف المواطنين وتوعيتهم وبث الرسائل التوعوية، وتعزيز مفهوم ثورة تقنية الاتصالات والإعلام الحديثة وإبراز دورها في خدمة البشرية بصفة عامة والوطن بصفة خاصة، والتحذير من خطورة محتواها الضار على الفرد والمجتمع.
- المتابعة والتنسيق مع الدول العربية والأجنبية في كل ما يتعلق بالتشريعات العلمية والمؤتمرات والندوات، وتعزيز التكتلات الدولية، والتعاون معها في مواجهة المحتوى السلبي في تقنية المعلومات.

## المشاريع
أطلقت اللجنة مشروع وسائل حماية الأطفال، ومشروع الدليل الإرشادي عن كيفية التعامل مع إساءة الاستخدام في بعض مواقع الشبكات الاجتماعية.